# Mastophora rabida
Mastophora rabida är en spindelart som beskrevs av Levi 2003. Mastophora rabida ingår i släktet Mastophora och familjen hjulspindlar. Inga underarter finns listade i Catalogue of Life.